# Nezumia africana
Nezumia africana és una espècie de peix de la família dels macrúrids i de l'ordre dels gadiformes.

## Morfologia
- Els mascles poden assolir 24,2 cm de llargària total.[6][7]

## Hàbitat
És un peix bentopelàgic que viu en zones de clima tropical fins als 732 m de fondària.

## Distribució geogràfica
Viu al golf de Guinea.